# Lorenz Stolzenbach
Lorenz Stolzenbach (* 3. Dezember 1934 in Erfurt) ist ein deutscher Komponist und Organist.

## Leben
Stolzenbach studierte von 1952 bis 1957 Tonsatz und Kirchenmusik an der Leipziger Musikhochschule. Seine Kompositionslehrer waren Ottmar Gerster und Johannes Weyrauch, Theorieunterricht erhielt er bei Paul Schenk und Orgelunterricht bei Wolfgang Schetelich. Danach wirkte er als Organist in Berlin und war Meisterschüler für Komposition bei Rudolf Wagner-Régeny an der Akademie der Künste in Berlin. Von 1961 bis 1987 arbeitete er als Lektor bei der Edition Peters. Ab 1973 lehrte er Liturgisches Orgelspiel, Tonsatz, Komposition und Formenlehre in Leipzig. Im Jahr 1992 wurde er Professor. Sein Hauptaugenmerk liegt auf Kirchenmusik.